# مثبطات اللايبيز
مثبطات اللايبيز هي المواد المستخدمة للحد من نشاط بروتينات اللايبيز الموجودة في الأمعاء. يفرز البنكرياس اللايبيز عند وجود الدهون. الدور الأساسي لمثبطات اللايبيزهو تقليل امتصاص الدهون المعدية المعوية. ثم تميل الدهون إلى الإفراز في البراز بدلاً من امتصاصها لاستخدامها كمصدر للطاقة الحرارية، وهذا يمكن أن يؤدي إلى فقدان الوزن لدى الأفراد. يمكن استخدام هذه المثبطات لعلاج السمنة، مما قد يؤدي لاحقًا إلى الإصابة بالسكري من النوع الثاني وأمراض القلب والأوعية الدموية إذا لم تتم إدارتها. مثال على مثبط لللايبيزهو أورليستات.

## آلية العمل
قد تؤثر مثبطات اللايبيز على كمية الدهون التي يتم امتصاصها، إلا أنها لا تمنع امتصاص نوع معين من الدهون. وبالمثل، لا يتم امتصاص مثبطات اللايبيز في مجرى الدم. ترتبط مثبطات اللايبيز بإنزيمات الليباز في الأمعاء، وبالتالي تمنع التحلل المائي للدهون الثلاثية من الدهون إلى أحادي الجلسريد والأحماض الدهنية. هذا يقلل من امتصاص الدهون الغذائية. مثبطات اللايبيز ترتبط برابطه تساهمية في موقع سيرين نشط على اللايبيز. هذه الرابطة التساهمية قوية، مما يعني أن مثبط اللايبيز يميل إلى البقاء مرتبطًا باللايبيز. وقد أظهرت الدراسات أن مثبطات اللايبيز تعمل على النحو الأمثل عندما يتم الحصول على 40% من السعرات الحرارية اليومية للفرد من الدهون. (توضيح) أورليستات يميل إلى منع امتصاص 30% من إجمالي استهلاك الدهون من الوجبة، كما يمر أورليستات من الجهاز الهضمي أسرع من الدهون.

## الآثار الجانبية
يمكن أن تسبب مثبطات اللايبيز آثارًا جانبية، بما في ذلك البقع الدهنية، وسلس البراز، وغازات مع الاخراج والتشنج البطني. بالإضافة إلى ذلك، تم الإبلاغ عن زيادة في ضغط الدم وجفاف الفم والإمساك والصداع والأرق. قد يحدث سوء امتصاص الفيتامينات القابلة للذوبان في الدهون نتيجة لضعف امتصاص الدهون، وهو مطلوب لنقل هذه الفيتامينات عبر الأمعاء وصولا إلى الدم. بما أنه لا يتم امتصاص مثبطات الليبياز في الأمعاء، بالتالي لا تنتشر في الدم، فإن المعلومات حول الآثار الجانبية الأخرى مثل التعديل الجهاز الهضمي لا يمكن الحصول عليها. عموما، يمكن السيطرة على الآثار الجانبية عن طريق الحد من استهلاك الدهون الغذائية. اجمالا، يعتبر أورليستات أكثر أمانًا من العقاقيرالاخرى المكافحة للسمنه.